# 疣葡萄贝
疣葡萄贝（学名：Staphylaea nucleus）又稱疙瘩宝螺（Cypraea nucleus），为宝贝科葡萄贝属的动物。分布于印度洋-太平洋区域、台湾岛以及中国大陆的海南岛、西沙群岛、南沙群岛等地，属于暖水种。牠們常栖息于潮间带、中潮区以下的珊瑚礁间，常栖息在礁石块的下面。该物种的模式产地在印度尼西亚安汶。
贝壳呈土黄色而有许多小疙瘩或突瘤，壳底有许多横肋。
|  |  |